# 双环铂
双环铂是一种化疗药物，用于治疗包括非小细胞肺癌和前列腺癌在内的多种癌症。
双环铂治疗过程中观察到的副作用包括恶心、呕吐、血小板减少、嗜中性白血球低下、贫血、疲劳、厌食、肝酶升高和脱发等。这些药物是铂基抗肿瘤药物的一种，它的作用方式是使线粒体功能障碍，导致细胞死亡。. 